# Heterocyathus alternatus
Heterocyathus alternatus is een rifkoralensoort uit de familie van de Caryophylliidae. De wetenschappelijke naam van de soort is voor het eerst geldig gepubliceerd in 1865 door Verrill.